# Retrato del cardenal Niccolò Albergati

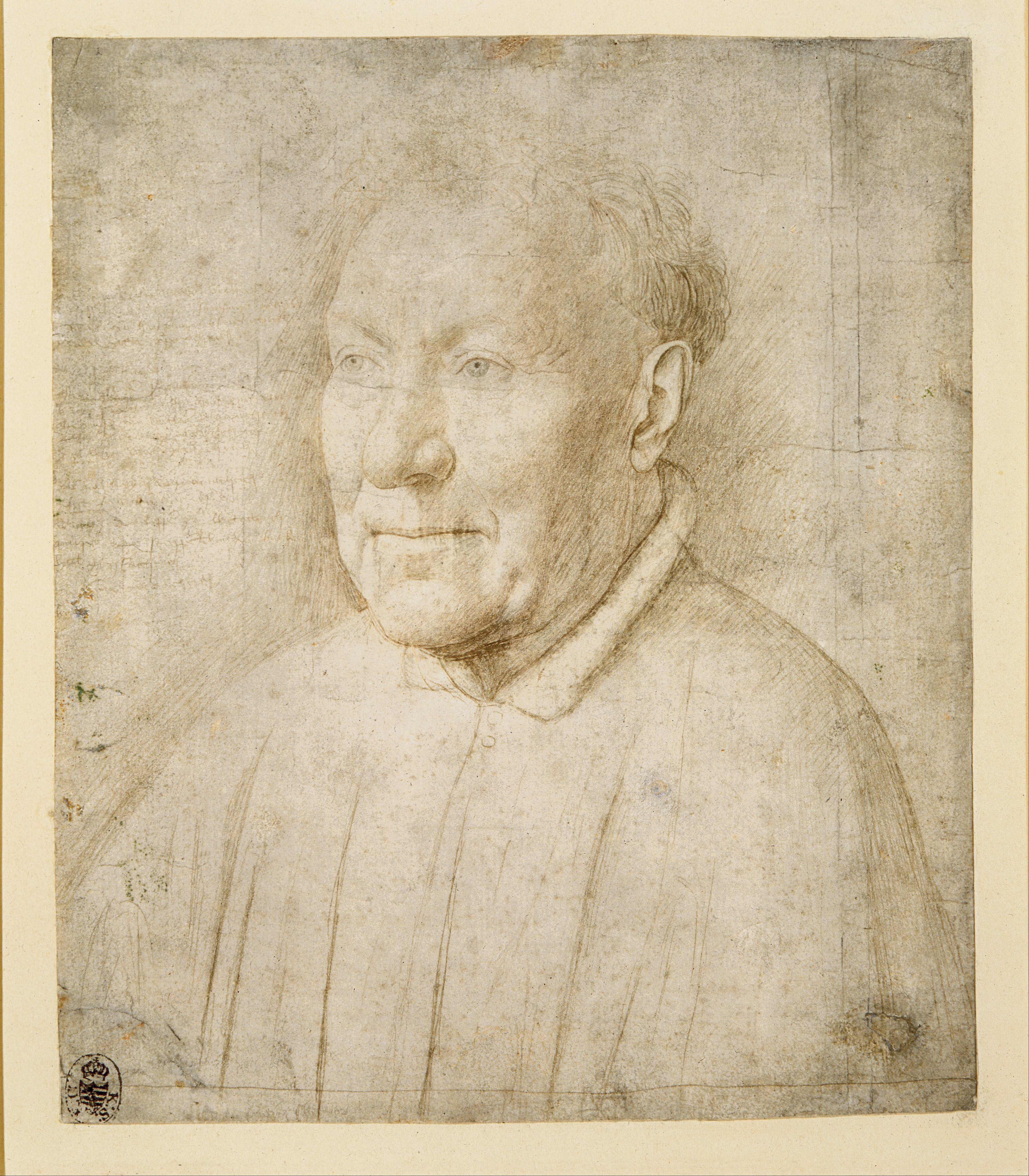
El dibujo preparatorio.

El Retrato del cardenal Niccolò Albergati es una tabla al óleo pintada por el maestro primitivo flamenco Jan van Eyck, datado alrededor de 1431 y ahora en el Kunsthistorisches Museum de Viena, Austria.
Niccolò Albergati (1373-1443) trabajó como diplomático para el papa Martín V. Durante un congreso de paz en Amberes, conoció a van Eyck, quién le retrató en un dibujo preparatorio a punta de plata donde el artista añadió notas sobre los colores en su dialecto holandés para realizar un retrato pintado más tarde. El dibujo se conserva en el Staatliche Kunstsammlungen de Dresde, Alemania.
El cardenal aparece de tres cuartos, como era habitual en la pintura flamenca de la época, al contrario que la italiana que empleaba el retrato de perfil, ante un fondo oscuro que realza la figura, la cual aparece iluminada por una luz intensa procedente de la izquierda. Como es habitual en las obras de van Eyck, la atención a los detalles es máxima, gracias a su novedosa técnica que utiliza capas sucesivas de colores diluidos en aceite, permitiendo efectos más profundos de transparencia y lucidez. La comparación con el dibujo preparatorio muestra que van Eyck intensificó varios detalles realistas, como la anchura de los hombros, la curva más baja de la nariz, la profundidad de la boca y principalmente la medida de la oreja, quizás para fortalecer la impresión de ancianidad y, consiguientemente, de autoridad del cardenal.